# 2020-as Formula–1 70. évforduló nagydíj
A 70. évforduló nagydíj volt a 2020-as Formula–1 világbajnokság ötödik futama, amelyet 2020. augusztus 7. és augusztus 9. között rendeztek meg a Silverstone Circuit versenypályán, Silverstone-ban.
A verseny nem szerepelt az eredeti versenynaptárban, a koronavírus-járvány miatt került be utólag a törölt futamok egyikének pótlására. A futam helyszíne és egyéb paraméterei megegyeztek az előző hétvégén rendezett brit nagydíjéval, csupán a verseny neve változott, mellyel a Formula–1 70. évfordulóját kívánták megünnepelni, amely sportág ezen a versenypályán rendezte legelső hivatalos versenyét 70 évvel korábban, 1950-ben. Ez volt az első Formula–1-es nagydíj, amely nem egy földrajzi egység (ország, város vagy tartomány) után kapta a nevét.

## Választható keverékek
| Abroncs              | Friss | Használt |
| -------------------- | ----- | -------- |
| Kemény keverék (C2)  |       |          |
| Közepes keverék (C3) |       |          |
| Lágy keverék (C4)    |       |          |
| Átmeneti esőgumi (I) |       |          |
| Teljes esőgumi (W)   |       |          |

## Szabadedzések

### Első szabadedzés
A 70. évforduló nagydíj első szabadedzését augusztus 7-én, pénteken délelőtt tartották, magyar idő szerint 12:00-tól.
| helyezés | versenyző        | csapat/motor          | elért idő | különbség | futott kör |
| -------- | ---------------- | --------------------- | --------- | --------- | ---------- |
| 1        | Valtteri Bottas  | Mercedes              | 1:26,166  | −         | 21         |
| 2        | Lewis Hamilton   | Mercedes              | 1:26,304  | +0,138    | 23         |
| 3        | Max Verstappen   | Red Bull-Honda        | 1:26,893  | +0,727    | 24         |
| 4        | Nico Hülkenberg  | Racing Point-Mercedes | 1:26,942  | +0,776    | 25         |
| 5        | Charles Leclerc  | Ferrari               | 1:27,062  | +0,896    | 20         |
| 6        | Alexander Albon  | Red Bull-Honda        | 1:27,280  | +1,114    | 22         |
| 7        | Sebastian Vettel | Ferrari               | 1:27,498  | +1,332    | 21         |
| 8        | Lance Stroll     | Racing Point-Mercedes | 1:27,539  | +1,373    | 26         |
| 9        | Danyiil Kvjat    | AlphaTauri-Honda      | 1:27,653  | +1,487    | 27         |
| 10       | Esteban Ocon     | Renault               | 1:27,701  | +1,535    | 23         |
| 11       | Pierre Gasly     | AlphaTauri-Honda      | 1:27,707  | +1,541    | 23         |
| 12       | Lando Norris     | McLaren-Renault       | 1:27,846  | +1,680    | 26         |
| 13       | Romain Grosjean  | Haas-Ferrari          | 1:27,908  | +1,742    | 26         |
| 14       | Carlos Sainz Jr. | McLaren-Renault       | 1:28,138  | +1,972    | 28         |
| 15       | George Russell   | Williams-Mercedes     | 1:28,170  | +2,004    | 24         |
| 16       | Nicholas Latifi  | Williams-Mercedes     | 1:28,226  | +2,060    | 24         |
| 17       | Daniel Ricciardo | Renault               | 1:28,511  | +2,345    | 23         |
| 18       | Kimi Räikkönen   | Alfa Romeo-Ferrari    | 1:28,655  | +2,489    | 24         |
| 19       | Robert Kubica    | Alfa Romeo-Ferrari    | 1:28,960  | +2,794    | 22         |
| 20       | Kevin Magnussen  | Haas-Ferrari          | 1:29,319  | +3,153    | 17         |

### Második szabadedzés
A 70. évforduló nagydíj második szabadedzését augusztus 7-én, pénteken délután tartották, magyar idő szerint 16:00-tól.
| helyezés | versenyző          | csapat/motor          | elért idő | különbség | futott kör |
| -------- | ------------------ | --------------------- | --------- | --------- | ---------- |
| 1        | Lewis Hamilton     | Mercedes              | 1:25,606  | −         | 22         |
| 2        | Valtteri Bottas    | Mercedes              | 1:25,782  | +0,176    | 22         |
| 3        | Daniel Ricciardo   | Renault               | 1:26,421  | +0,815    | 29         |
| 4        | Max Verstappen     | Red Bull-Honda        | 1:26,437  | +0,831    | 15         |
| 5        | Lance Stroll       | Racing Point-Mercedes | 1:26,501  | +0,895    | 24         |
| 6        | Nico Hülkenberg    | Racing Point-Mercedes | 1:26,746  | +1,140    | 26         |
| 7        | Charles Leclerc    | Ferrari               | 1:26,812  | +1,206    | 32         |
| 8        | Lando Norris       | McLaren-Renault       | 1:26,867  | +1,261    | 26         |
| 9        | Carlos Sainz Jr.   | McLaren-Renault       | 1:26,918  | +1,312    | 24         |
| 10       | Esteban Ocon       | Renault               | 1:26,928  | +1,322    | 25         |
| 11       | Alexander Albon    | Red Bull-Honda        | 1:26,960  | +1,354    | 25         |
| 12       | Danyiil Kvjat      | AlphaTauri-Honda      | 1:27,002  | +1,396    | 33         |
| 13       | Pierre Gasly       | AlphaTauri-Honda      | 1:27,128  | +1,522    | 31         |
| 14       | Sebastian Vettel   | Ferrari               | 1:27,198  | +1,592    | 30         |
| 15       | Romain Grosjean    | Haas-Ferrari          | 1:27,294  | +1,688    | 28         |
| 16       | George Russell     | Williams-Mercedes     | 1:27,320  | +1,714    | 31         |
| 17       | Kimi Räikkönen     | Alfa Romeo-Ferrari    | 1:27,535  | +1,929    | 30         |
| 18       | Kevin Magnussen    | Haas-Ferrari          | 1:27,582  | +1,976    | 28         |
| 19       | Nicholas Latifi    | Williams-Mercedes     | 1:27,683  | +2,077    | 32         |
| 20       | Antonio Giovinazzi | Alfa Romeo-Ferrari    | 1:27,955  | +2,349    | 26         |

### Harmadik szabadedzés
A 70. évforduló nagydíj harmadik szabadedzését augusztus 8-án, szombaton délelőtt tartották, magyar idő szerint 12:00-tól.
| helyezés | versenyző          | csapat/motor          | elért idő | különbség | futott kör |
| -------- | ------------------ | --------------------- | --------- | --------- | ---------- |
| 1        | Lewis Hamilton     | Mercedes              | 1:26,621  | −         | 15         |
| 2        | Valtteri Bottas    | Mercedes              | 1:26,784  | +0,163    | 16         |
| 3        | Lando Norris       | McLaren-Renault       | 1:27,202  | +0,581    | 20         |
| 4        | Nico Hülkenberg    | Racing Point-Mercedes | 1:27,256  | +0,635    | 16         |
| 5        | Lance Stroll       | Racing Point-Mercedes | 1:27,263  | +0,642    | 15         |
| 6        | Charles Leclerc    | Ferrari               | 1:27,328  | +0,707    | 18         |
| 7        | Max Verstappen     | Red Bull-Honda        | 1:27,455  | +0,834    | 12         |
| 8        | Alexander Albon    | Red Bull-Honda        | 1:27,474  | +0,853    | 15         |
| 9        | Esteban Ocon       | Renault               | 1:27,496  | +0,875    | 15         |
| 10       | Carlos Sainz Jr.   | McLaren-Renault       | 1:27,627  | +1,006    | 22         |
| 11       | Pierre Gasly       | AlphaTauri-Honda      | 1:27,659  | +1,038    | 15         |
| 12       | Danyiil Kvjat      | AlphaTauri-Honda      | 1:27,754  | +1,133    | 18         |
| 13       | Sebastian Vettel   | Ferrari               | 1:27,811  | +1,190    | 20         |
| 14       | Daniel Ricciardo   | Renault               | 1:27,815  | +1,194    | 12         |
| 15       | Romain Grosjean    | Haas-Ferrari          | 1:28,076  | +1,455    | 15         |
| 16       | Nicholas Latifi    | Williams-Mercedes     | 1:28,125  | +1,504    | 14         |
| 17       | George Russell     | Williams-Mercedes     | 1:28,349  | +1,728    | 17         |
| 18       | Antonio Giovinazzi | Alfa Romeo-Ferrari    | 1:28,468  | +1,847    | 13         |
| 19       | Kimi Räikkönen     | Alfa Romeo-Ferrari    | 1:28,538  | +1,917    | 12         |
| 20       | Kevin Magnussen    | Haas-Ferrari          | 1:28,763  | +2,142    | 16         |

## Időmérő edzés
A 70. évforduló nagydíj időmérő edzését augusztus 8-án, szombaton délután futották, magyar idő szerint 15:00-tól.
| helyezés              | rajtszám | versenyző          | csapat/motor          | 1. rész  | 2. rész  | 3. rész  | rajthely | futott kör |
| --------------------- | -------- | ------------------ | --------------------- | -------- | -------- | -------- | -------- | ---------- |
| 1                     | 77       | Valtteri Bottas    | Mercedes              | 1:26,738 | 1:25,785 | 1:25,154 | 1        | 20         |
| 2                     | 44       | Lewis Hamilton     | Mercedes              | 1:26,818 | 1:26,266 | 1:25,217 | 2        | 20         |
| 3                     | 27       | Nico Hülkenberg    | Racing Point-Mercedes | 1:27,279 | 1:26,261 | 1:26,082 | 3        | 18         |
| 4                     | 33       | Max Verstappen     | Red Bull-Honda        | 1:27,154 | 1:26,779 | 1:26,176 | 4        | 12         |
| 5                     | 3        | Daniel Ricciardo   | Renault               | 1:27,442 | 1:26,636 | 1:26,297 | 5        | 14         |
| 6                     | 18       | Lance Stroll       | Racing Point-Mercedes | 1:27,187 | 1:26,674 | 1:26,428 | 6        | 18         |
| 7                     | 10       | Pierre Gasly       | AlphaTauri-Honda      | 1:27,154 | 1:26,523 | 1:26,534 | 7        | 18         |
| 8                     | 16       | Charles Leclerc    | Ferrari               | 1:27,427 | 1:26,709 | 1:26,614 | 8        | 16         |
| 9                     | 23       | Alexander Albon    | Red Bull-Honda        | 1:27,153 | 1:26,642 | 1:26,669 | 9        | 18         |
| 10                    | 4        | Lando Norris       | McLaren-Renault       | 1:27,217 | 1:26,885 | 1:26,778 | 10       | 18         |
| 11                    | 31       | Esteban Ocon       | Renault               | 1:27,278 | 1:27,011 |          | 14[1]    | 12         |
| 12                    | 5        | Sebastian Vettel   | Ferrari               | 1:27,612 | 1:27,078 |          | 11       | 14         |
| 13                    | 55       | Carlos Sainz Jr.   | McLaren-Renault       | 1:27,450 | 1:27,083 |          | 12       | 12         |
| 14                    | 8        | Romain Grosjean    | Haas-Ferrari          | 1:27,519 | 1:27,254 |          | 13       | 16         |
| 15                    | 63       | George Russell     | Williams-Mercedes     | 1:27,757 | 1:27,455 |          | 15       | 11         |
| 16                    | 26       | Danyiil Kvjat      | AlphaTauri-Honda      | 1:27,882 |          |          | 16       | 6          |
| 17                    | 20       | Kevin Magnussen    | Haas-Ferrari          | 1:28,236 |          |          | 17       | 9          |
| 18                    | 6        | Nicholas Latifi    | Williams-Mercedes     | 1:28,430 |          |          | 18       | 6          |
| 19                    | 99       | Antonio Giovinazzi | Alfa Romeo-Ferrari    | 1:28,433 |          |          | 19       | 6          |
| 20                    | 7        | Kimi Räikkönen     | Alfa Romeo-Ferrari    | 1:28,493 |          |          | 20       | 6          |
| 107%-os idő: 1:32,809 |          |                    |                       |          |          |          |          |            |

Megjegyzés:
- ↑ 1:  — Esteban Ocon feltartotta George Russellt a Q1-ben, ezért 3 rajthelyes büntetést kapott a futamra.[4]

## Futam
A 70. évforduló nagydíj futama augusztus 9-én, vasárnap rajtolt, magyar idő szerint 15:10-kor.
| helyezés | rajtszám | versenyző          | csapat/motor          | futott kör | idő/kiesés oka | rajthely | abroncs | pont  |
| -------- | -------- | ------------------ | --------------------- | ---------- | -------------- | -------- | ------- | ----- |
| 1        | 33       | Max Verstappen     | Red Bull-Honda        | 52         | 1:19:41,993    | 4        |         | 25    |
| 2        | 44       | Lewis Hamilton     | Mercedes              | 52         | +11,326        | 2        |         | 19[2] |
| 3        | 77       | Valtteri Bottas    | Mercedes              | 52         | +19,231        | 1        |         | 15    |
| 4        | 16       | Charles Leclerc    | Ferrari               | 52         | +29,289        | 8        |         | 12    |
| 5        | 23       | Alexander Albon    | Red Bull-Honda        | 52         | +39,146        | 9        |         | 10    |
| 6        | 18       | Lance Stroll       | Racing Point-Mercedes | 52         | +42,538        | 6        |         | 8     |
| 7        | 27       | Nico Hülkenberg    | Racing Point-Mercedes | 52         | +55,951        | 3        |         | 6     |
| 8        | 31       | Esteban Ocon       | Renault               | 52         | +1:04,773      | 14       |         | 4     |
| 9        | 4        | Lando Norris       | McLaren-Renault       | 52         | +1:05,544      | 10       |         | 2     |
| 10       | 26       | Danyiil Kvjat      | AlphaTauri-Honda      | 52         | +1:09,669      | 16       |         | 1     |
| 11       | 10       | Pierre Gasly       | AlphaTauri-Honda      | 52         | +1:10,642      | 7        |         |       |
| 12       | 5        | Sebastian Vettel   | Ferrari               | 52         | +1:13,370      | 11       |         |       |
| 13       | 55       | Carlos Sainz Jr.   | McLaren-Renault       | 52         | +1:14,070      | 12       |         |       |
| 14       | 3        | Daniel Ricciardo   | Renault               | 51         | +1 kör         | 5        |         |       |
| 15       | 7        | Kimi Räikkönen     | Alfa Romeo-Ferrari    | 51         | +1 kör         | 20       |         |       |
| 16       | 8        | Romain Grosjean    | Haas-Ferrari          | 51         | +1 kör         | 13       |         |       |
| 17       | 99       | Antonio Giovinazzi | Alfa Romeo-Ferrari    | 51         | +1 kör         | 19       |         |       |
| 18       | 63       | George Russell     | Williams-Mercedes     | 51         | +1 kör         | 15       |         |       |
| 19       | 6        | Nicholas Latifi    | Williams-Mercedes     | 51         | +1 kör         | 18       |         |       |
| ki       | 20       | Kevin Magnussen    | Haas-Ferrari          | 43         | kerék          | 17       |         |       |

Megjegyzés:
- ↑ 2:  — Lewis Hamilton a helyezéséért járó pontok mellett a versenyben futott leggyorsabb körért további 1 pontot szerzett.

## A világbajnokság állása a verseny után
| H   | Versenyzők       | Pont | H   | Konstruktőrök         | Pont |
| --- | ---------------- | ---- | --- | --------------------- | ---- |
| 1.  | Lewis Hamilton   | 107  | 1.  | Mercedes              | 180  |
| 2.  | Max Verstappen   | 77   | 2.  | Red Bull-Honda        | 113  |
| 3.  | Valtteri Bottas  | 73   | 3.  | Ferrari               | 55   |
| 4.  | Charles Leclerc  | 45   | 4.  | McLaren-Renault       | 53   |
| 5.  | Lando Norris     | 38   | 5.  | Racing Point-Mercedes | 41   |
| 6.  | Alexander Albon  | 36   | 6.  | Renault               | 36   |
| 7.  | Lance Stroll     | 28   | 7.  | AlphaTauri-Honda      | 14   |
| 8.  | Sergio Pérez     | 22   | 8.  | Alfa Romeo-Ferrari    | 2    |
| 9.  | Daniel Ricciardo | 20   | 9.  | Haas-Ferrari          | 1    |
| 10. | Esteban Ocon     | 16   | 10. | Williams-Mercedes     | 0    |

(A teljes táblázat)
Megjegyzés:
Az FIA a Racing Point alakulatát 15 ponttól megfosztotta a futam előtt, miután megállapította, hogy a csapat szabálytalan fékhűtőket használt az év korábbi szakaszában.

## Statisztikák
- Vezető helyen:
  - Valtteri Bottas: 13 kör (1-13)
  - Lewis Hamilton: 10 kör (14 és 33-41)
  - Max Verstappen: 29 kör (15-32 és 42-52)
- Valtteri Bottas 13. pole-pozíciója.
- Max Verstappen 9. futamgyőzelme.
- Lewis Hamilton 49. versenyben futott leggyorsabb köre.
- A Red Bull 63. futamgyőzelme.
- Max Verstappen 35., Lewis Hamilton 155., Valtteri Bottas 49. dobogós helyezése.
  - Lewis Hamilton 155 dobogós helyezésével beállította Michael Schumacher vonatkozó rekordját.[8]